# Blocco atrioventricolare
Il blocco atrioventricolare (talvolta abbreviato BAV)  è un difetto nel sistema di conduzione del cuore, che si verifica nella porzione tra atrio e ventricolo. In condizioni fisiologiche il nodo senoatriale determina il ritmo cardiaco generando segnali elettrici che si propagano fino al ventricolo. Nel caso in cui si verifichi un blocco atrioventricolare l'impulso elettrico non raggiunge i ventricoli o è alterato. Anche nel caso in cui si verifichi un'interruzione completa della conduzione dal nodo senoatriale, i ventricoli continuano a contrarsi, sebbene ad un ritmo minore, grazie al pacemaker naturale.

## Classificazione
Si riconoscono, in base ai tracciati ECG, diversi livelli di blocco:

### I Grado
Il blocco atrioventricolare di I grado è caratterizzato da un rallentamento eccessivo della conduzione dell'impulso riconoscibile all'Elettrocardiogramma come un allungamento del tratto PR superiore a 200 millisecondi.

### II grado

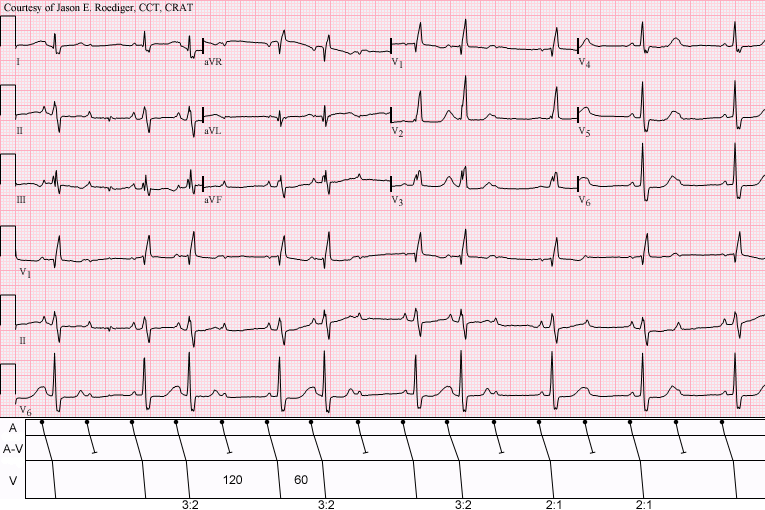
ECG che mostra un blocco atrioventricolare di II grado Mobitz II con fasi blocco AV 3:2 e 2:1

Si distinguono diversi tipi di blocco atrioventricolare di II grado, tutti caratterizzati dalla mancata conduzione ai ventricoli di alcuni battiti atriali (onde P). In particolare si possono avere i seguenti tipi di blocco atrioventricolare:
- Mobitz 1 (Periodismo di Luciani-Wenckebach), in cui si verifica un progressivo allungamento del tratto PR; ad un certo punto si vedrà una P non seguita dal complesso QRS, quindi un impulso non è condotto tra atri e ventricoli. Segue quindi un tratto PQ corto;
- Mobitz 2, tratto PR perlopiù costante, ma nel quale improvvisamente una P non è seguita da QRS;
- A conduzione costante 2:1, 3:1, 3:2 dove i numeri indicano il rapporto di conduzione tra atrio e ventricolo;
- Di grado avanzato, in cui più di una P non è seguita da QRS.

### III grado

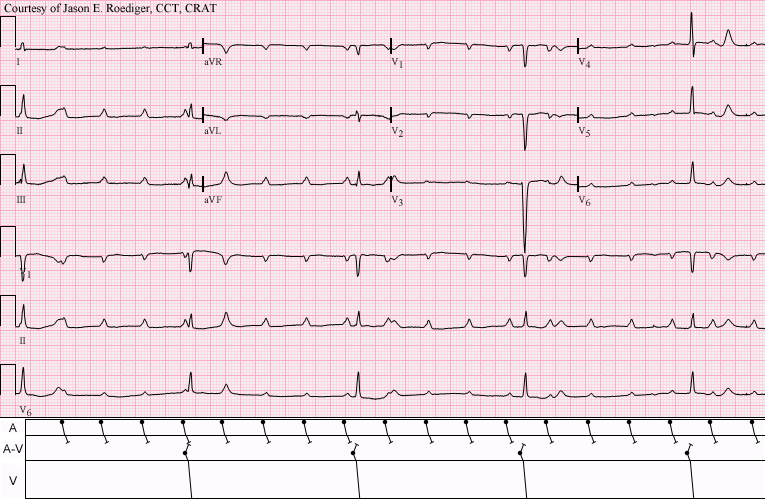
ECG che mostra un blocco atrioventricolare di III grado.

Il blocco atrioventricolare di III grado o dissociazione atrioventricolare, è la dissociazione completa fra atri e ventricoli (ognuno si contrae con frequenza propria); in assenza di un ritmo di scappamento il paziente decede per asistolia. È il tipo più frequente quando la causa del blocco atrioventricolare è ischemica.

## Cause
L'eziologia dei blocchi atrioventricolari è varia. Le cause, infatti, possono essere congenite (es. cardiopatie congenite) o ereditarie, autonomiche, metaboliche, legate all'assunzione di farmaci, infettive, infiammatorie, tumorali, infiltrative, degenerative o ancora il blocco atrioventricolare può essere secondario ad un evento acuto.

### Ereditarie
Tra le possibili cause ereditarie di blocco atrioventricolare sono comprese:
- la sindrome di Lev-Lenègre[3];
- la distrofia miotonica[4];
- la distrofia muscolare di Emery-Dreifuss[5];
- la distrofia facio-scapolo-omerale[6];
- la sindrome di Kearns–Sayre[7];

### Farmaci
Il blocco atrioventricolare si può verificare come effetto collaterale secondario al meccanismo d'azione in alcune classi di antipertensivi tra cui beta bloccanti, antagonisti del canale del calcio e digitalici. Inoltre, a causa della loro azione sulla conduzione degli impulsi anche gli antiaritmici di prima e terza classe ed il litio possono essere causa di blocchi atrioventricolari.

## Trattamento
Qualora il difetto di conduzione non sia temporaneo la terapia d'elezione è costituita dall'impianto di un pacemaker.